# Basslinie

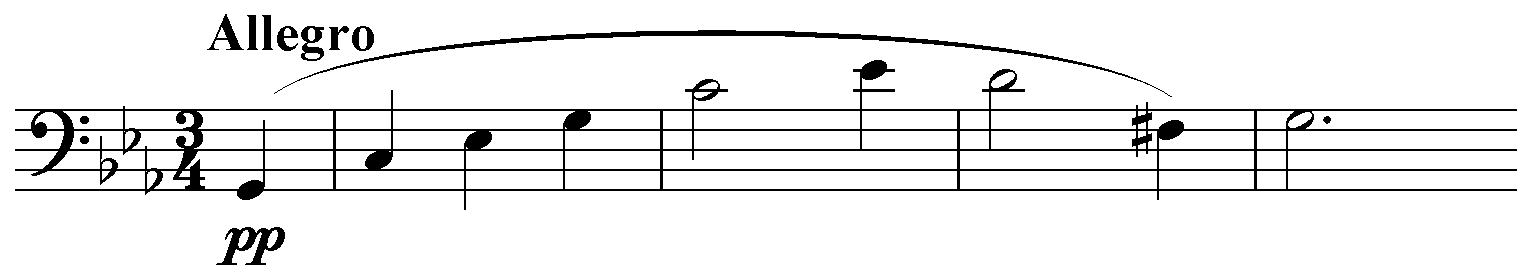
Die Eröffnung von Beethovens Sinfonie Nr. 5, dritter Satz, wird häufig als Orchesterauszug während des Basses verwendet.

Die Basslinie (auch Basslauf) ist in mehrstimmiger Musik die tiefste Stimme, die in besonderer Weise die Harmonik des Musikstückes trägt.

## Zuweisung der Basslinie
Im Orchester wird die Basslinie in der Regel von den Kontrabässen (und meistens auch den Violoncelli), Fagotten und tiefen Blechblasinstrumenten, im Jazz meist vom Kontrabass oder E-Bass, in der Rockmusik vom E-Bass, in der Blasmusik von der Tuba und in der Vokalmusik von den Bassisten übernommen. In Stücken für Instrumentalensemble, die ähnlich der Vokalmusik angelegt sind, übernimmt entsprechend das tiefste Instrument die Basslinie. In Stücken für Tasteninstrumente wird die Basslinie mit der linken Hand ausgeführt, auf der Orgel alternativ mit dem Pedal.
In der Barockmusik wurde die Basslinie üblicherweise in den Noten beziffert und dementsprechend bei der Ausführung durch Akkorde ergänzt; siehe Generalbass.
Pausiert die Bassstimme, während die anderen weitermusizieren, so wird fast immer automatisch eine andere Stimme von der Funktion her gesehen zum Bass, gegebenenfalls auch die Altstimmen oder Geigen.
Eine bei pausierendem Generalbass von der Bratsche oder einem anderen Instrument in Alt-Lage gespielte Basslinie hieß im Barock „Bassettchen“.

## Prinzipien zur Gestaltung der Basslinie
Laut den Kontrapunkt-Regeln soll die Basslinie möglichst in Gegenbewegung zur Oberstimme verlaufen – also abwärts gehen, wenn die Oberstimme aufwärts geht und umgekehrt.
Nicht immer entspricht der tiefste Ton im Satz auch dem Grundton des an der jeweiligen Stelle vorliegenden Akkords. Setzt man zusätzlich unter jeden Akkord eines Stücks den wirklichen Grundton, erhält man einen so genannten „Fundamentalbass“. Dies hat allerdings weniger einen praktischen Anwendungszweck als vielmehr einen analytischen Nutzen.

## Formgebende und metrisch-rhythmische Eigenschaften

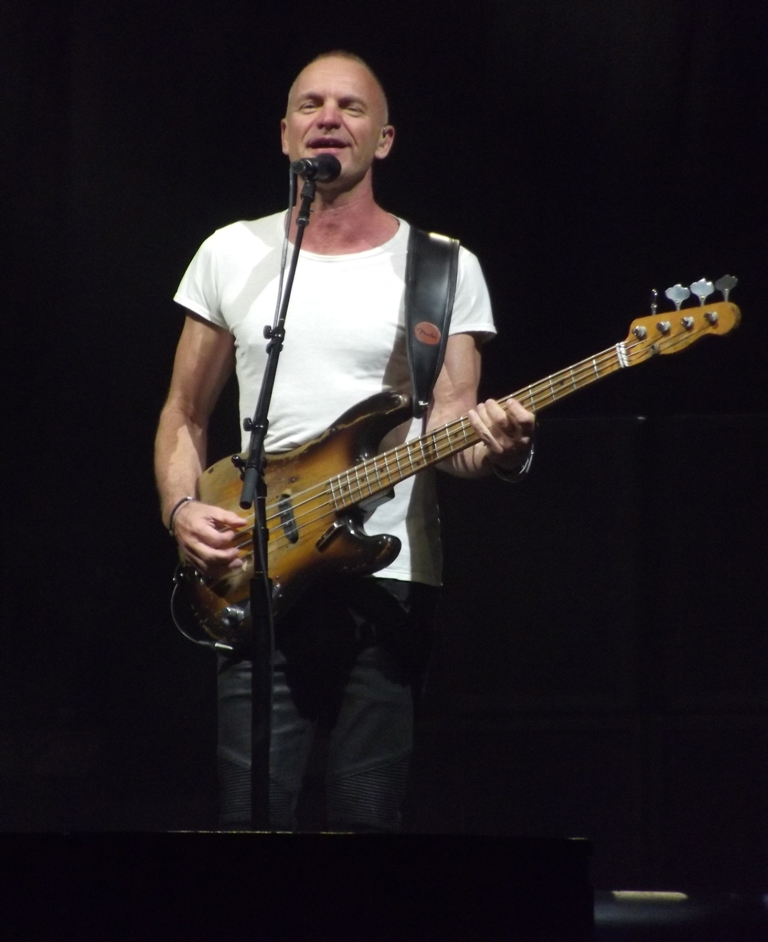
Sting, der signifikante Basslinien schrieb (2013)

Eng verknüpft mit dem harmonischen Fundament, das die Basslinie gibt, ist das metrisch-rhythmische Gerüst eines Musikstücks. Häufig bringt dies mit sich, dass die Basslinie enger an Grundschlag, Metrum und Hauptrhythmus gebunden ist als andere Stimmen. Im Jazz begegnet man der das Metrum betonenden Funktion im gleichmäßig fortschreitenden Walking Bass.
Eine besondere Form der Basslinie ist der Basso ostinato, bei dem eine Figur von wenigen Takten Länge, über der sich die anderen Stimmen entfalten, häufig wiederholt wird. Musikalische Formen, die dieses Prinzip anwenden, sind die Chaconne und die Passacaglia, aber auch viele Werke der Popmusik.
Ein weiterer Sonderfall ist der Cantus firmus im Bass. Dabei wird die Melodie in meist langen Noten im Bass geführt und in den höheren Stimmen umspielt.
Aus der Reggae-Musik kommend, ist der Basslauf beim Genre Dub als regelmäßig wiederholtes Motiv das bestimmende Merkmal. Diese Dub-Bässe tauchen dann variiert auch wieder in vielen Arrangements etwa bei Hip-Hop und House/Dance auf. 